# FC TVMKタリン
FC TVMK (エストニア語: FC Tallinna Vineeri- ja Mööblikombinaat) は、エストニアの首都タリンを本拠地としていたサッカークラブチームである。

## 名称変更
- TVMK (1951年 - 1990年)
- FC TVMK (1990年 - 1991年)
- FC VMV (1992年)
- FCニコル (1992年 - 1994年)
- FCランタナ＝マルレコル (1995年)
- FCテヴァルテ＝マルレコル (1995年 - 1996年)
- FCマルレコル (1996年 - 1997年)
- FC TVMK (1997年 - 2008年)

## タイトル

### 国内タイトル
- メスタリリーガ：1回
  - 2005
- エストニア・カップ：2回
  - 2002-03, 2005-06
- エストニア・スーパーカップ：2回
  - 2005, 2006

### 国際タイトル
なし

## 歴代在籍選手
エストニア
- リーヴォ・レートマ 2001-2004,2007
- ケルト・ハーヴィストゥ
- マクシム・スミルノフ
- アンドレイ・ステパノフ 1996-1998

ラトビア
- ヴィクトルス・ドブレコフス

リトアニア
- エギディユス・ユシュカ